# Grigory Landsberg
Pour les articles homonymes, voir Landsberg.
Grigory Landsberg est un physicien soviétique, né le 10 janvier 1890 à Vologda et mort le 2 février 1957 à Moscou.

## Carrière
Il est diplômé de l'Université d'État de Moscou en 1913, puis travaille à l'Institut de physique et de technologie de Moscou et à l'Institut de physique Lebedev.
Ses travaux se concentrèrent sur la spectroscopie et sur l'optique.